# Pfund (Währung)
Pound ist der Name verschiedener Währungen in zumeist englischsprachigen Staaten, auf Deutsch werden sie meist Pfund genannt. Auch die Währungsnamen Lira (italienisch), Livre (französisch) und dschineh/ginēh (arabisch جنيه) gehen auf die gleiche ursprüngliche Bedeutung des Karlspfunds zurück und werden bei einigen Währungen parallel zu Pound verwendet. Als Währungssymbol wird für die meisten dieser Währungen £ oder ₤ verwendet.

## Geschichte

Kürzel (hervorgegangen aus „lb“ für das altrömische libra) wurde auch als Währungszeichen für Pfund verwendet

Mit der Verbreitung der Gewichtseinheit Pfund (Gewicht) in ganz Europa wurde es zum Namensgeber für zahlreiche Münzen und Währungssysteme. Karl der Große legte in seiner Münzordnung fest, dass aus einem karolingischen Pfund Silber 240 Pfennige (Denare) geprägt werden müssen. Dieses System hat sich in Großbritannien und Irland im Pfund Sterling bzw. Irischen Pfund bis 1971 erhalten. 
In Berlin war mindestens bis in die 1990er Jahre, in Köln bis zum Übergang zum Euro die Bezeichnung „Pfund“ für 20 Mark bekannt. Dies rührt daher, dass zu Zeiten des Goldstandards im deutschen Kaiserreich ein Pfund Sterling etwa 20 Reichsmark entsprach.
Guinee, Guinea oder Guinée ist ein altes Synonym für Pfund, das in England in gehobener Sprechweise manchmal heute noch benutzt wird (allerdings betrug der Wert einer Guinee 21 Shilling, während ein Pfund nur 20 Shilling Wert war). In Ägypten und dem Sudan ist es die offizielle Bezeichnung der Landeswährungen.
Lira leitet sich von lateinisch libra „Waage“ ab, hier in der metonymischen Bedeutung „Gewogenes“: Das römische Pfund hieß lateinisch libra.

## Liste der Währungen
Heute noch zirkulierende Währungen sind farblich unterlegt.
| Name                                                         | ISO 4217 | Staat(en)                                          | Namensvariante (in Landessprache) | Verwendungszeitraum | Verwendungszeitraum |
| Name                                                         | ISO 4217 | Staat(en)                                          | Namensvariante (in Landessprache) | von                 | bis                 |
| ------------------------------------------------------------ | -------- | -------------------------------------------------- | --------------------------------- | ------------------- | ------------------- |
| Australisches Pfund                                          | AUP      | Australien                                         | Pound                             | 1910                | 1966                |
| Ägyptisches Pfund                                            | EGP      | Ägypten                                            | Guinee                            |                     | heute               |
| Bermuda-Pfund                                                |          | Bermuda                                            | Pound                             |                     | 1970                |
| Falkland-Pfund                                               | FKP      | Falklandinseln                                     | Pound                             | 1971                | heute               |
| Fidschi-Pfund                                                | FJP      | Fidschi                                            | Pound                             | 1873                | 1969                |
| Westafrikanisches Pfund                                      |          | Britisch-Westafrika                                | Pound                             | 1907                | 1968                |
| Gambisches Pfund                                             |          | Gambia                                             | Pound                             | 1965                | 1971                |
| Genfer Pfund                                                 |          | Schweiz                                            | Livre                             |                     | 1838                |
| Ghanaisches Pfund                                            | GHP      | Ghana                                              | Pound                             | 1958                | 1965                |
| Nigerianisches Pfund                                         | NGP      | Nigeria                                            | Pound                             | 1958                | 1972                |
| Biafra-Pfund                                                 |          | Biafra                                             | Pound                             | 1967                | 1970                |
| Gibraltar-Pfund                                              | GIP      | Gibraltar                                          | Pound                             | 1927                | heute               |
| Irisches Pfund                                               | IEP      | Irland                                             | Punt                              | 1928                | 2001                |
| Palästina-Pfund                                              |          | Palästina                                          | Pound                             | 1927                | 1948                |
| Israelisches Pfund                                           |          | Israel                                             | Lira                              | 1948                | 1980                |
| Italienische Lira                                            | ITL      | Italien                                            | Lira                              | 1805                | 2001                |
| Jamaika-Pfund                                                |          | Jamaika                                            | Pound                             |                     | 1969                |
| Kanadisches Pfund                                            | CAP      | Kanada                                             | Pound                             | 1817                | 1858                |
| Libanesisches Pfund                                          | LBP      | Libanon                                            | Lira                              |                     | heute               |
| Libysches Pfund                                              | LYP      | Libyen                                             | Guinee                            | 1951                | 1971                |
| Livre                                                        |          | Frankreich                                         | Lira                              |                     | 1795                |
| Lliura mallorquina                                           |          | Mallorca                                           | Lira                              |                     | 1869                |
| Maltesische Lira                                             | MTL      | Malta                                              | Lira                              | 1825                | 2007                |
| Neuguinea-Pfund                                              |          | Neuguinea                                          | Pound                             | 1915                | 1966                |
| Neuseeland-Pfund                                             | NZP      | Neuseeland                                         | Pound                             | 1840                | 1967                |
| Pfund Sterling Guernsey-Pfund Jersey-Pfund Isle-of-Man-Pfund | GBP      | Vereinigtes Königreich Guernsey Jersey Isle of Man | Pound                             | um 700              | heute               |
| Südrhodesisches Pfund                                        |          | Südrhodesien                                       | Pound                             |                     | 1955                |
| Rhodesien-und-Njassaland-Pfund                               |          | Rhodesien und Njassaland                           | Pound                             | 1955                | 1964                |
| Malawi-Pfund                                                 |          | Malawi (vormals Njassaland)                        | Pound                             | 1964                | 1971                |
| Rhodesisches Pfund                                           |          | Rhodesien                                          | Pound                             | 1970                | 1980                |
| Salomonen-Pfund                                              |          | Britische Salomonen                                | Pound                             | 1899                | 1966                |
| Sambisches Pfund                                             |          | Sambia                                             | Pound                             | 1964                | 1968                |
| Samoanisches Pfund                                           | WSP      | Samoa                                              | Pound                             | 1914                | 1967                |
| San-marinesische Lira                                        | SML      | San Marino                                         | Lira                              | 1861                | 2001                |
| St.-Helena-Pfund                                             | SHP      | St. Helena, Ascension und Tristan da Cunha         | Pound                             | 1975                | heute               |
| St. Moritzer Pfund                                           |          | Wallis                                             | Pfund                             |                     | 1850                |
| Sudanesisches Pfund                                          | SDG      | Sudan                                              | Guinee                            | 1956                | heute               |
| Südafrikanisches Pond                                        |          | Südafrikanische Republik                           | Pound                             | 1891                | 1902                |
| Südafrikanisches Pfund                                       | ZAP      | Südafrikanische Union                              | Pound                             | 1922                | 1961                |
| Südsudanesisches Pfund                                       | SSP      | Südsudan                                           | Guinee                            | 2011                | heute               |
| Syrische Lira                                                | SYP      | Syrien                                             | Lira                              | 1919                | heute               |
| Tonga-Pfund                                                  | TP       | Tonga                                              | Pound                             | 1921                | 1967                |
| Türkische Lira                                               | TRY      | Türkei                                             | Lira                              | 1884                | heute               |
| Vatikanische Lira                                            | VAL      | Vatikanstadt                                       | Lira                              | 1866                | 2001                |
| Zypern-Pfund                                                 | CYP      | Zypern                                             | Lira                              | 1878                | 2007                |

1. ↑  mit Unterbrechung von 1814 bis 1861
2. ↑  Das St. Moritzer Pfund, auch Mörsiger Pfund, lateinisch: Libra Mauriensis bzw. Libra Mauriciensis, war bis 1850 im Kanton Wallis gängiges Geldmaß aus St. Moritz (Saint-Maurice), wo es eine Münzstätte gab. Es kam bis 1850 auch in verschiedenen, anderen Regionen der Deutschschweiz in Umlauf.
3. ↑  mit Unterbrechung von 1991 bis 2007
4. ↑  mit Unterbrechung von 1870 bis 1929